# 埃尔利 (加来海峡省)
埃尔利（法語：Herly，法語發音：[ɛʁli]）是法国上法蘭西大區加来海峡省的一个市镇，属于蒙特勒伊区。

## 地理
埃尔利（50°32'49"N, 1°59'13"E）面积16.3 平方千米，位于法国上法蘭西大區加来海峡省，该省份为法国北部沿海省份，西北濒北海，南至索姆省，东临北部省。
与埃尔利接壤的市镇（或旧市镇、城区）包括：埃尔尼、兰博瓦勒、马南冈、基朗、吕米伊、圣米歇尔苏布瓦、韦尔绍克、艾克斯昂埃尔尼、阿韦讷、克雷基。
埃尔利的时区为UTC+01:00、UTC+02:00（夏令时）。

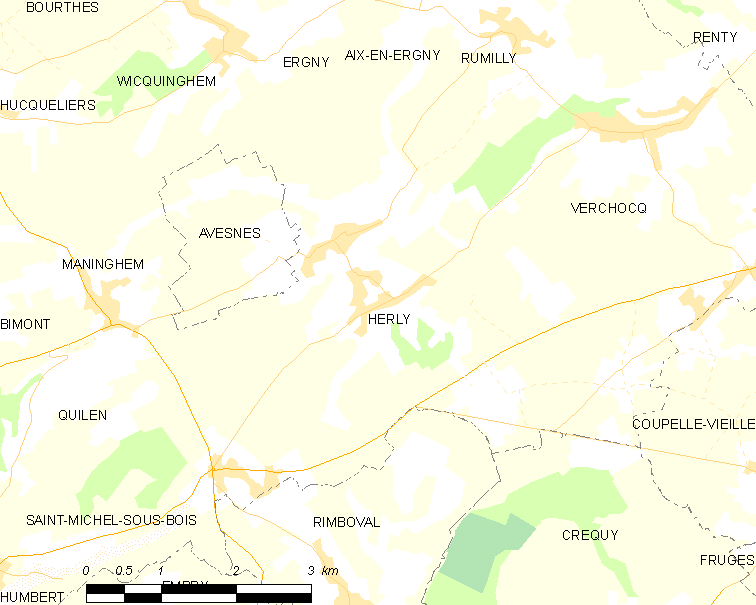
埃尔利的OSM定位图

## 行政
埃尔利的邮政编码为62650，INSEE市镇编码为62437。

## 政治
埃尔利所属的省级选区为兰布尔县。

## 人口

1962-2008年间埃尔利人口变化图示

埃尔利于2022年1月1日时的人口数量为319人。